# (8007) 1988 RU6
A (8007) 1988 RU6 a Naprendszer kisbolygóövében található aszteroida. Henri Debehogne fedezte fel 1988. szeptember 8-án.